# Nether Whitacre
Nether Whitacre är en ort och civil parish i Storbritannien.   Den ligger i grevskapet Warwickshire och riksdelen England, i den södra delen av landet, 150 km nordväst om huvudstaden London. Nether Whitacre ligger 79 meter över havet och antalet invånare är 947.
Terrängen runt Nether Whitacre är platt. Runt Nether Whitacre är det tätbefolkat, med 819 invånare per kvadratkilometer. Närmaste större samhälle är Birmingham, 17,4 km väster om Nether Whitacre. Trakten runt Nether Whitacre består till största delen av jordbruksmark.